# Avarská marka
Avarská marka (latinsky: Provincia Avarorum, německy: Awarenmark) byla jihovýchodní pohraniční provincie Franské říše. V roce 795 byla založena Karlem Velikým po úspěšných franských výbojích proti Avarskému kaganátu a ovládnutí avarských území podél řeky Dunaje a na východ od řeky Enže o rozloze současného Dolního Rakouska a severozápadního Maďarska. Účelem marky byla ochrana jihovýchodní hranice Karlova impéria a kontrola poplatných Avarů a po roce 820 i Slovanů, kteří se do Uherské nížiny rozšířili. Zanikla v 9. století v rámci územních reorganizací Ludvíka Bavorského (828), kdy byla nahrazena nově vytvořenou Panonskou markou. V 10. století byla celá oblast postižena nájezdy Maďarů a teprve kolem roku 975 zde bylo založeno Rakouské markrabství.